# (21737) Stephenshulz
(21737) Stephenshulz (1999 RV151) – planetoida z pasa głównego asteroid okrążająca Słońce w ciągu 3,77 lat w średniej odległości 2,42 j.a. Odkryta 9 września 1999 roku.